# Hélène Contostavlos
Hélène Contostavlos-Nicolopoulo (grec moderne : Ελένη Κοντοσταύλου-Νικολοπούλου), née le 6 août 1902 à Marseille et morte le 3 février 1963 dans cette même ville, est une joueuse de tennis franco-grecque.

## Biographie
Hélène Contostavlos est la fille d'Alexandre Othon Contostavlos, vice-consul de Grèce et homme d'affaires établi à Marseille, et de Julie Scaramanga. Son père a notamment été administrateur délégué de la grande savonnerie de la Boucle et décoré Chevalier dans l'ordre national de la Légion d'honneur. Elle est l'arrière-petite-fille du politicien Alexandros Kontostavlos et la petite-fille d'un diplomate, ambassadeur à Londres et à Rome puis ministre des affaires étrangères.
Avec sa sœur Mina, elle représente le Tennis Club de Marseille.
Troisième joueuse au classement français en 1926, puis seconde en 1927, elle est classée l'année suivante première joueuse française à égalité avec sa cousine Julie Vlasto après que Suzanne Lenglen fasse le choix de passer professionnelle. Elle se fiance en mars de cette année avec M. Jean Dimitrios Nicolopoulo, qu'elle épouse le 16 mai. Elle a une fille, Sonia, née en 1932.

## Carrière
Avec Daisy Speranza, Hélène Contostavlos est vice-championne de France de double dames en 1923, tombant contre la paire Suzanne Lenglen-Julie Vlasto.
En 1924, elle intègre la sélection grecque qui participe aux Jeux olympiques de Paris, elle figure dans les trois tableaux, mais déclare forfait pour cause de maladie.
En juin 1925, elle s'engage aux premiers Internationaux de France. Dans le tableau du simple dames, elle élimine Simonne Mathieu en quart de finale, puis tombe en demi-finale face à Suzanne Lenglen future vainqueur du tournoi. En août, elle participe au tournoi international d'Aix-les-Bains. Elle y remporte le simple, le double dames avec sa sœur Mina, et le double mixte avec Henri Cochet. Début octobre, elle s'impose pour la seconde fois en simple et en double au tournoi d'automne du Racing Club de France dans le cadre de la Coupe Porée.
En 1926, elle atteint les quarts de finale des Internationaux de France après avoir battu Didi Vlasto.
À l'étranger, elle est quart de finaliste du tournoi de Wimbledon en 1926. Elle participe au tableau final du tournoi en 1928 où elle se distingue avec une victoire sur l'ancienne championne de France Kea Bouman mais perd son quart de finale face à Elizabeth Ryan. En 1931 avec la Suissesse Lolette Payot, la paire atteint les huitièmes de finale du double dames en battant la paire allemande Cilly Aussem et Hilde Sperling, toutes deux finalistes du tournoi en simple.